# Anísio Silva
Anísio Silva (Caetité, 29 de julho de 1920 – Rio de Janeiro, 18 de fevereiro de 1989) foi um cantor e compositor brasileiro de estilo romântico bolero.

## Biografia
Anísio Silva nasceu em 29 de julho de 1920 numa fazenda, hoje pertencente ao município baiano de Rio do Antônio, na época território da cidade de Caculé. Antes de iniciar carreira artística foi balconista de farmácia.
Seu estilo de música se destacava pela interpretação suave, apesar do conteúdo passional.
Anísio Silva iniciou sua carreira em 1952, no Rio de Janeiro, já no estilo romântico. Em 1957, assinou contrato com a gravadora Odeon, na qual viveria a melhor fase de sua carreira. Nesse ano seu primeiro grande sucesso "Sonhando Contigo", título também de seu primeiro LP. O segundo, veio dois anos mais tarde intitulado "Anísio Silva Canta Para Você" da qual se destacou a guarânia "Quero beijar-te as mãos", de Arsênio de Carvalho e Lourival Faissal.
Mas o grande estouro de sua carreira veio em 1960, com o lançamento do disco "Alguém Me Disse", quando vendeu mais de dois milhões de cópias desse disco, tornando-se o primeiro cantor do Brasil a ganhar o disco de ouro. A faixa-título, um bolero de Jair Amorim e Evaldo Gouveia, tornou-se o maior sucesso da carreira de Anísio. A música foi regravada pela cantora Gal Costa em 1988. Agnaldo Timóteo, Maysa, Nelson Gonçalves, Núbia Lafayete, dentre outros, também a regravaram. Voltou a gravar ao longo de sua carreira inúmeras músicas da dupla Jair Amorim-Evaldo Gouveia.
Em 1962, gravou mais um disco "O Romântico" com mais êxitos como: "Abraça-me", de Almeida Rego e Antônio Correia; "Ave-Maria dos namorados", de Evaldo Gouveia e Jair Amorim.
Gravou seus dois LPs pela Odeon no ano seguinte: "Só Penso Em Ti" e "Canção do Amor Que Virá". O último disco do período veio em 1964, intitulado "Estou Chorando Por Ti". Ficou afastado da vida artística por um período de três anos.
"Retorno" (1967) e "Lembrança de Você" (1968) foram seus últimos trabalhos pela Odeon. Afastando-se novamente em 1972, para dirigir uma casa noturna de sua propriedade no Rio de Janeiro.
Voltou esporadicamente à carreira artística. Vendeu mais de dez milhões de discos. Morreu no Rio de Janeiro de infarto em seu apartamento no bairro do Flamengo, em 18 de fevereiro de 1989. Foi sepultado no Cemitério de São João Batista, em Botafogo.
Teve dois filhos de seu único casamento, sendo seu filho Vini Sette Silva, "produtor artístico e cultural", continuador de sua obra.
Suas músicas são ainda muito executadas no Brasil e no exterior.

## Destaque
- Primeiro cantor no Brasil a ganhar o Disco de Ouro, por ter vendido mais de dois milhões de cópias do LP "Alguém me Disse", em 1960.[7]
- Amigo do Presidente Juscelino Kubitschek, Anísio Silva cantou na inauguração de Brasília, em 1960.[7][8]
- João Gilberto era um de seus admiradores.[9]
- Apelidado de "O rei do Bolero".[10]
- Ficou sete anos como número um no Brasil, segundo o Nopen.
- Campeão de vendas de discos na época no Brasil, Argentina, Paraguai, Portugal.
- Recordista em Direitos Autorais, segundo a revista do rádio da época.
- Artista que mais vendia na gravadora Odeon.
- Gravou mais de 50 discos entre LPs e compactos.
- Em 1994, sua gravação de "Alguém me disse" foi incluída pelo crítico Ricardo Cravo Albin na coleção "As 100 músicas do século XX".
- Seus discos ainda são relançados em CD pela EMI Music.

## Discografia
Muitas coletâneas já foram lançadas pela gravadora EMI (que detêm o acervo da Odeon) dedicadas a Anísio, mas, da discografia original, somente "Alguém Me Disse" é possível ser encontrado em CD.
- 1952 - Um passarinho tristonho/Quando eu me lembro - (Star 78)
- 1953 - Aquela noite/Um grande amor - (Copacabana 78)
- 1957 - Sempre contigo/Sonhando contigo - (Odeon 78)
- 1957 - Sonhando contigo - (Odeon LP)
- 1958 - Abismo/Não me diga adeus - (Odeon 78)
- 1958 - Se eu pudesse esquecer/Interesseira - (Odeon 78)
- 1958 - Vida, vida/Fingimento - (Odeon 78)
- 1958 - Tu, somente tu/Não digo o nome - (Odeon 78)
- 1959 - Amor de mãe (Com Dalva de Oliveira) - (Odeon 78)
- 1959 - A canção de minha mãe/Minha mãe - (Odeon 78)
- 1959 - Onde estás agora/Desencanto - (Odeon 78)
- 1959 - Vai/Quero beijar-te as mãos - (Odeon 78)
- 1959 - Anísio canta para você - (Odeon LP)
- 1959 - Desilusão/Devolva-me - (Odeon 78)
- 1959 - Pressentimento/Destino - (Odeon 78)
- 1959 - Quero beijar-te as mãos - (Odeon LP)
- 1960 - Me leva/Alguém me disse - (Odeon 78)
- 1960 - Alguém me disse - (Odeon LP)
- 1960 - Estou pensando em ti/Por toda a vida - (Odeon 78)
- 1960 - Beija-me depois/Onde está você - (Odeon 78)
- 1960 - O nosso amor voltará/Nós dois, nossa vida - (Odeon 78)
- 1960 - Anísio Silva - (Odeon LP)
- 1961 - Noite e dia/Onde estarás - (Odeon 78)
- 1961 - Dolores/Eu já fiz tudo - (Odeon 78)
- 1961 - Beija-me depois - (Odeon LP)
- 1962 - Que Deus me dê/Se a vida parasse - (Odeon 78)
- 1962 - Deixa-me ficar/Abraça-me - (Odeon 78)
- 1962 - O romântico - (Odeon LP)
- 1963 - Um dia em Portugal/Quem tudo quer nada tem - (Odeon 78)
- 1963 - Só penso em ti - (Odeon LP)
- 1963 - Canção do amor que virá - (Odeon LP)
- 1964 - Estou chorando por ti - (Odeon LP)
- 1964 - Copacabana feiticeira/Tudo foi ilusão - (Repertório 78)
- 1964 - Se conselho fosse bom/Um coração que chora - (Repertório 78)
- 1964 - Anágua/Sem razão - (Repertório 78)
- 1964 - Eu queria saber/Salve São Paulo - (Santa Anita 78)
- 1967 - Retôrno - (Odeon LP)
- 1968 - Lembrança de você - (Odeon LP)
- 1970 - Anísio Silva - (Continental LP)
- 1972 - Anisio Silva - (Continental LP)
- 1975 - Anísio Silva - (Copacabana LP)
- 1997 - Meus momentos - (EMI MUSIC CD)
- 1998 - Seleção de Ouro/Anísio Silva-Grandes sucessos - (EMI MUSIC CD)[11]